# Серце гір
«Серце гір» (англ. The Heart o'the Hills) — американська мелодрама режисера Сідні Франкліна 1919 року.

## Сюжет
Сімейну напруженість в горах Кентуккі розпалює нечесна схема по видобутку вугілля.

## У ролях
- Мері Пікфорд — Мевіс Хоун
- Гарольд Гудвін — молодий Джейсон Гонейсатт
- Аллан Сірс — Джейсон Гонейсатт
- Фред Гантлі — Джейсон Хоун
- Клер Макдауелл — Марта Хоун
- Сем Де Грасс — Стів Гонейсатт
- У. Г Бейнбрідж — полковник Пендлтон
- Джон Гілберт — Грей Пендлтон
- Бетті Баутон — Марджорі Лі
- Генрі Хеберт — Мортон Сандерс
- Фред Воррен — Джон Барнгем